# حارية بوركيني
حارية بوركيني (الاسم العلمي: Echis borkini)، نوع من الأفاعي السامة. وصف في الأصل على أنه نويع من الحارية المصرية.

## النطاق الجغرافي
توجد حارية بوركيني في جنوب غرب السعودية وغرب اليمن.